# 白马铺镇
白马铺镇，是中华人民共和国甘肃省庆阳市庆城县下辖的一个乡镇级行政单位。
2015年，甘肃省民政厅批复同意撤销白马铺乡，设立白马铺镇。

## 行政区划
白马铺镇下辖以下地区：
白马社区、三里店村、高户村、白马村、肴子村、王畔村和顾旗村。